# 楠木さやか
楠木 さやか（くすのき さやか、1982年12月24日 - ）は、日本の元AV女優。
東京都出身。元名東所属。

## 略歴
2001年にAVデビュー。小柄でキュートなロリ系のキカタン（企画単体）女優。同じ所属事務所だった三上翔子や新堂真美との共演がレズものを中心に多かった。同時期に活躍した堤さやか・萩原さやかと3人の「さやか」が共演した作品もある。一部で楠 さやか名義で出演した作品がある。
2004年、三上との共演作をもって引退した。

## 作品

### アダルトビデオ
楠さやか 名義 
- 淫モラルブルマー悪戯 2（2002年10月25日、笠倉出版社）オムニバス作品 他出演：新堂真美、内藤花苗
- 憧れの超高級ソープランド（2003年6月8日、宇宙企画（メディアステーション））共演：紺野沙織、朝河蘭
- Girl's Party 4×4（2003年7月4日、グローリークエスト）共演：萩原さやか、新堂真美、葉月かんな
- 雨でもないのに濡れてる二人（2003年7月25日）共演：三上翔子
- 筆下ろし合宿（2003年11月22日）・4時間完全版 （2004年3月15日、ホットエンターテイメント）共演：ミュウ、三上翔子、萩原さやか、宮下杏菜、妹川尚子
- ブルマックスくい込み4時間（2004年2月27日、笠倉出版社）共演：?
- もしも紋舞らんが超高級ソープ嬢だったら… 完全版（2004年3月26日、ケイ・エム・プロデュース）共演：紋舞らん

 楠木さやか 名義 
2001年
- 女子校生れず 先輩と私 39（12月24日、U&K）共演：麻川奈々

2002年
- 女ハ男ヲ目デ犯ス。26th （ワープエンタテインメント）共演：星沢レナ、神崎ひのり
- CHARA DOLL BLACK 楠木さやか（2月8日）
- CHARA DOLL WHITE 楠木さやか（2月8日）
- SPECIAL DELIVERY SERVICE 楠木さやか（2月25日、オブテイン・フューチャー）
- ERO LOLITA［エロリータ］（4月1日、アイデアポケット）
- 汚れた蕾（4月5日、GLAY'z）
- 淫行女学園 エロエロ女子校生青春白書 甘くてすっぱい汁まみれの放課後（4月21日、アテナ映像）共演：高樹あさか、星川はるか、美沢静香、小池舞
- IDOL LES 楠木さやか&奥菜千春（4月23日、ジャネス）共演：奥菜千春
- こあくま 笠木忍・楠木さやか（6月14日、メディアアーツ）
- 桃色の片思い（6月28日、non-non/エム・ブロードキャスト）
- ハXMAX（7月15日、ネクストイレブン）オムニバス作品「max.1 楠木さやか　チンポをしゃぶるのは3本目」
- Little Garden 3 楠木さやか（7月23日、プレステージ）
- 楠木さやか ときめきの放課後 美少女催眠ゲーム（2002年7月30日）
- 女子校生 制服パーティー（8月16日、TMA）共演：堤さやか、萩原さやか
- 楠木さやか すごエロ（8月23日、デジタルバンク）
- ザ・オナニー Ver.02 〜MY SELF ONANISM〜（8月23日、イー・コンプレックス）共演：三井エリ、うさみ恭香、梅宮しづか、小森詩
- audition girls Ver.03 〜いいオンナを面接でFUCKする快感!!〜（8月23日、イー・コンプレックス）共演：梅宮しづか
- 露出接吻 6（8月23日、未来・フューチャー）共演：奥菜千春 オムニバス作品「楠木さやか&奥菜千春」
- SAYAKA 3人のさやか 荻原さやか・堤さやか・楠木さやか（9月11日、隼エージェンシー）
- 超高級ソープランドに行こう!（9月21日、ホットエンターテイメント）
- B・P・T・D-IDOL 楠木さやか（9月27日、未来・フューチャー）
- AFTER SCHOOL GIRL 楠木さやか（10月7日、ジャネス）
- 学園ゲーム女子校生　楠木さやか（10月11日、aini（ピエロ））
- 黒百合学園 （10月20日、ネクストイレブン）共演：真崎ゆかり、河合ひかる、椎名みなみ、石井名美、愛川京香、南星良、市乃ひろ花、美咲恵理子、南このみ、天城夕紀、鈴木彩子
- クリームギャルズスペシャル（10月21日、ビデオバンク）オムニバス作品
- UPPER GIRLS 〜騎乗位&顔面騎乗MAX〜（10月25日、イー・コンプレックス）共演：うさみ恭香、夏木亜矢、小森詩、姫嶋レイ
- EROTIC DANCE 楠木さやか&奥菜千春（11月22日、未来・フューチャー）共演：奥菜千春
- 拘束椅子トランス 楠木さやか（11月10日、ドグマ）
- 超高級ソープ4時間SPECIAL（11月10日、ケイ・エム・プロデュース）オムニバス作品
- 黒百合学園 2（11月20日、ネクストイレブン）共演：真崎ゆかり、河合ひかる、椎名みなみ、石井名美、愛川京香、南星良、市乃ひろ花、美咲恵理子、南このみ、天城夕紀、鈴木彩子
- 美少女飲尿白書（11月29日、アルファーインターナショナル）共演：由月理帆
- 24人のカリスマアイドル2 （12月13日、ケイ・エム・プロデュース）オムニバス作品 他出演：朝河蘭、萩原さやか、水谷麻子、川村はるか、倉本安奈、広瀬奈央美、岬じゅん、樹若菜、澤宮有希、黒川小夏、井川しのぶ、氷咲沙弥、一色志乃、岡野美憂、双葉このみ、田畑百子、辻井みう、速水恋、七海りあ、安西なるみ、水緒、中里優奈、中山ひなの
- ミニレズ。6人衆（12月20日、メディアバンク）共演：清水しずか、中村しのぶ、由月理帆、双葉このみ、辻井みう

2003年
- シースルーガール 濡れ透け女子高生（Shuffle）
- 女子校生潮吹きカメラリハ! 12（1月9日、クリスタル映像）オムニバス作品 他出演：堀内まい、朝倉あかね、月島のあ
- 変態少女のオナニーの楽しみ方 楠木さやか（1月10日、ドグマ）
- コスプレファック（1月17日、未来・フューチャー）共演：夏樹亜矢、萩原さやか
- 発情ダブルま○こ（2月10日、ドグマ）共演：水沢えな
- 家庭教師は女子大生Special5（2月28日、クリスタル映像）オムニバス作品
- 学園遊戯（2月28日、aini（ピエロ））共演：朝河蘭、一色志乃、樹若菜、小森詩、萩原さやか
- 濡れてスケスケ（3月1日、バニーズバニー）
- THE UNIFORM-痴欲編-（3月12日、グローリークエスト）共演：水島早苗
- AVアイドルオナニー14連発（3月28日、笠倉出版社）オムニバス作品
- レズビアンストーリー02　密会（4月3日、アウダースジャパン）共演：三上翔子、新堂真美
- 汚れた蕾 楠木さやか（4月5日、泰成）
- 全速、全裸、マラソン（4月11日、グローバルメディア）共演：新堂真美、鈴原美幸
- WORKING GIRLS DVD!（5月16日、シャイ企画）共演：美月蓮、星野綾香
- レズッチャ!!（5月17日、DASH（ハンドメイドビジョン））共演：新堂真美
- セーラートゥルーパーズ（5月16日、GIGA）共演：新堂真美、萩原さやか
- Idol Juice 〜朝河蘭・うさみ恭香・楠木さやか・白鳥ゆうか〜（5月23日、メディアアーツ）
- Dotti? 〜どっちがお好き〜（6月2日、ブルースコーポレーション）
- 生意気 新任女教師（6月5日、アイエナジー）共演：倉本安奈
- 女子行員強制職場淫姦（6月8日、アタッカーズ）共演：京野真里奈、佐々木空
- 超高級会員制クラブ（7月8日、宇宙企画）共演：紺野沙織、上条えりか
- HEROINE討伐 Vol. 07（7月11日、GIGA）共演：新堂真美、荻原さやか
- 忍者　Vol.32（7月11日、GIGA）
- 100% PURE FRUITS おまたにいっぱいしろオろいえき（7月19日、アイエナジー）
- ミニスカポリスアカデミー（7月19日、アイエナジー）共演：笠木忍、倉本安奈
- 脚踏破壊 クラッシュ＆脚フェチONLY（7月19日、ヒビノ）共演：新堂真美、奥菜千春、水島早苗、鈴原美幸
- 続　おもらし 4（7月25日、GIGA）
- レイプ事件簿2（7月25日、aini（ピエロ））共演：一色志乃、萩原さやか、白鳥ゆうか、奥野恵美
- 淫獣遊戯（8月8日、アタッカーズ）共演：小泉キラリ、宝来みゆき、荻原さやか
- ラ・ビアン・ノーズ 2 〜アリスは鼻責めがお好き〜（8月22日、シネマジック）
- 放課後レズビアン 少女心中（8月25日、レイディックス）共演：伊沢愛里
- 4Pレズ×ペニバンFUCK（8月25日、ラハイナ東海）共演：三上翔子、新堂真美、小野茜
- 淫行ロワイヤルレズビアン学園2（9月12日、ビッグモーカル）共演：三上翔子、星野真弥、橘みづき、長谷川愛美、鈴原美幸、元木亜美、桐生沙貴
- ロリータナースアナル×レイプ病棟（9月15日、MOODYZ）共演：平井まりあ、天城夕紀
- ニューハーフ女教師（9月19日、ヒビノ）共演：まり、新堂真美
- 少年A（10月4日、ヒビノ）
- HEROINE討伐 Vol. 08（10月24日、GIGA）共演：新堂真美、荻原さやか
- デジフェラ3・ブルセラ編（10月31日、桃太郎映像出版）オムニバス作品
- もし…こんな妹がいたら 〜第2章〜（11月16日、ガッツ）オムニバス作品 他出演：奥菜つばさ、流崎なな
- 被虐のヒロイン リメール（11月20日、アイエナジー）
- サンキューソフト 学校の猥談 again 3（11月28日、桃太郎映像出版）共演：高野まりえ、姫嶋レイ、愛川ひとみ、鮎川あみ、田畑百子
- 極上4時間オナニー（11月28日、イエローボックス）オムニバス作品
- 少年A 第2章（2003年12月4日、ヒビノ）共演：三上翔子、中野千夏
- ちんぐり顔騎 ケツ穴・金玉・チンポ竿〜女性2人がW舐めなめ（2003年12月5日、エムズファクトリー（アロマ企画）共演：小池笑美、上条えりか、相馬美雨
- エイティーンLOVE vol.5（12月12日、レイジングカンパニー）オムニバス作品 他出演：新堂真美、山田加奈、森下由希、松橋しおり、桜井マミ（当真ゆき）
- ダンス・ダンス・レズビアン2　〜エロエロ・オマ○コビート〜（12月18日、ディープス）共演：神島美緒、藤森エレナ
- レズビアン三姉妹3〜蜜月のインモラル・デイズ〜（12月18日、プールクラブ）共演：葉月かんな、小西美智子

2004年
- とろけるカンケイ（1月9日、ワープエンタテインメント）共演：三上翔子
- 強制露出コレクション 2（1月16日、メディアバンク）オムニバス作品 他出演：森高千春、京野真理奈、乙川沙良、藤森エレナ、日向あみ、新堂真美、一ノ瀬悠
- リンチマニア ビンタ編（1月30日、アロマ企画）オムニバス作品 他出演：三上翔子、飯塚マナ、ナンシー、倉本安奈、小池笑美
- 腹パンチ対決 第1巻（2月13日、GIGA）共演：三上翔子
- 美少年と痴女（4月15日、ヒビノ）共演：上条えりか
- 高級コールガール（4月15日、イマージュ）
- P-latinum. 楠木さやか（4月23日、ジャネス）
- フリーダム☆オーディション 金蹴り編（4月21日、フリーダム）共演：三上翔子、新堂真美、藤本なお
- フリーダム☆オーディション 脚責め編（4月21日、フリーダム）共演：三上翔子、新堂真美、藤本なお
- フリーダム☆オーディション 唾キス編（4月21日、フリーダム）共演：三上翔子、新堂真美、藤本なお
- もしも沢口あすかが超高級ソープ嬢だったら… 完全版（5月21日、ケイ・エム・プロデュース）共演：沢口あすか、はらだはるな
- 電光戦鬼スターシルバ（6月25日、GIGA）共演：三上翔子、※楠木さやか引退作
- 合法ロリータ 3（7月22日、アイエナジー）オムニバス作品 他出演：平井まりあ、双葉このみ、神崎レイナ
- 女ツボふり丁半勝負（DPG）~8名以上~ （7月23日、aini（ピエロ））共演：小鳩まみ、朝河蘭、澤宮有希　他
- お姉さんがエロビデオショップの店員で…スペシャル（7月31日、アリーナエンターテイメント）オムニバス作品
- ミスキャプテン 想い出アルバム 〜運動部編〜（11月20日、イマージュ）共演：秋葉あずさ、末田蘭子、他

2005年
- プロダクション蔵出し映像初レズ仕込み 2（1月7日、アウダーズジャパン）共演：椎名泉 オムニバス作品 他出演：小池笑美、小野茜　他
- ロード・オブ・ザ・ロング（8月4日、アイエナジー）共演：長瀬愛、加山由衣、朝河蘭、紋舞らん、朝比奈ゆい、坂下麻衣
- 24人のカリスマアイドル5（12月16日、ケイ・エム・プロデュース）オムニバス作品

2006年
- 熟女!少女!! 年の差カップルのレズ調教日記!!（11月5日、ジャネス）共演：京本かおり

発売日不明
- 美少女監禁性奴隷（帝国映像)オムニバス作品 他出演：長瀬愛、水野あい、結城杏奈、松島千秋
- 艶肌（アルファーインターナショナル） オムニバス作品 他出演：堤さやか、荻原さやか、白鳥ゆうか
- 柔肌（アルファーインターナショナル） オムニバス作品 他出演：堤さやか、荻原さやか、白鳥ゆうか
- 潮吹き必勝ガイド ゴールドフィンガー3対1SPECIAL（アルファーインターナショナル） 他出演：清水しずか
- DELICATE 1（プレステージ）